# La bohème (album)
La bohème is een studioalbum van de Franse zanger Charles Aznavour.
Het album bevat internationale hits zoals "La Bohème" en "Jezebel". De nummers werden geschreven door onder andere Charles Aznavour, Georges Garvarentz en Gilbert Bécaud. De lp La bohème werd in 1966 uitgeven door Barclay in Frankrijk en Canada en door Reprise Records in de Verenigde Staten. In 1995 werd een cd-versie heruitgegeven door EMI.

## Tracklist
| 1.                 | La bohème                   | 4:07 |
| 2.                 | Aime-moi                    | 2:36 |
| 3.                 | Quelque chose ou quelqu'un  | 2:39 |
| 4.                 | Ca vient sans qu'on y pense | 3:16 |
| 5.                 | Plus rien                   | 2:43 |
| 6.                 | Il viendra ce jour          | 2:14 |
| 7.                 | Paris au mois d'août        | 3:25 |
| 8.                 | Sur le chemin du retour     | 2:25 |
| 9.                 | Il fallait bien             | 2:17 |
| 10.                | Parce que tu crois          | 3:10 |
| 11.                | La route                    | 2:55 |
| 12.                | Sarah                       | 2:13 |
| 13.                | Je t'aime comme ça          | 2:32 |
| 14.                | Ay! Mourir pour toi         | 3:42 |
| 15.                | L'amour à fleur de coeur    | 3:48 |
| 16.                | C'est merveilleux l'amour   | 2:10 |
| 17.                | Jezebel                     | 2:37 |
| 18.                | A propos de pommier         | 3:06 |
| Totale duur: 51:14 |                             |      |

## Personeel
- Charles Aznavour - zanger, componist
- Georges Garvarentz - componist
- Paul Mauriat - orchestratie
- Gilbert Bécaud - componist
- Jeff Davis - componist
- Gaveau - fotografie
- Hubert Giraud - componist
- André Gomet - fotografie
- Nuite de Chine - design
- Jacques Plante - componist
- Lévon Sayan - artdirector
- Armand Seguian - componist
- Wayne Shanklin - componist